# 傳說對決世界盃
傳說對決世界盃（英語：Arena of Valor World Cup，簡稱AWC），為傳說對決的國際賽事，於2018年開始舉辦，每年舉辦一次，2020年因COVID-19疫情停辦一次。首屆於美國洛杉磯舉辦「錦標賽」，並在泰國曼谷舉辦「訓練賽」。本賽事和AIC錦標賽不同之處，是以所屬國家名義參賽。後將在2022年12月舉辦的賽事，與王者荣耀共同研發的“融合版本”；
但因有KIC全面取代該賽事，且由APL接棒舉辦，以保持王者榮耀和傳說對決2款遊戲的獨特性。

## 歷屆相關
| 屆數 | 年份 | 時間                     | 口號                            | 美金（USD） |
| ---- | ---- | ------------------------ | ------------------------------- | ----------- |
| 1    | 2018 | 2018.06.17 至 2018.07.29 | Dare To Win                     | $550,000    |
| 2    | 2019 | 2019.06.27 至 2019.07.14 | Unveil The New Challenges       | $500,000    |
| 3    | 2021 | 2021.06.19 至 2021.07.18 | Fight Together, Rise Together！ | $500,000    |

## 賽制

### 2018賽制
本屆賽事：9大賽區12支戰隊參加，分為兩個階段（泰國訓練營、洛杉磯錦標賽）。
- 泰國訓練營：為「2018年AWC世界盃」洛杉磯錦標賽的集中訓練賽，分為三階段-介紹各國明星隊伍、單循環積分賽、決賽。
  - 單循環積分賽：採Bo3單循環賽制，前8名球隊晉級半準決賽。
  - 決賽：八強（Bo3賽制）、四強、季軍賽、冠軍賽（Bo5賽制）。
  - 在「泰國訓練營」的排名會將前四名的隊伍分在「洛杉磯錦標賽」的不同小組，則其他隊伍會以名次的高底分到不同小組。
- 洛杉磯錦標賽：分為小組賽、八強賽、四強賽、總決賽。
  - 小組賽：分成四組，進行Bo3單循環賽制，每組前兩名晉級淘汰賽。
  - 八強賽：採Bo5單淘汰賽制。
  - 四強賽：採Bo5雙敗淘汰制，敗隊亦保有一線生機，有機會自敗部冒泡賽中復活繼續挑戰總冠軍。
  - 總決賽：採BO7賽制，由「勝部區決賽」勝者對決「四強-敗部區決賽」勝者。

### 2019賽制
本屆賽事：9大賽區12支戰隊參加，分為小組賽、淘汰賽、總決賽。
- 導入全新的競賽模式「Global Ban Pick（全局BP）」，並於淘汰賽階段開始實施。
  - 「全局BP模式」將強制隊伍在一場比賽中輪換每局所選用的出賽英雄，前一局該隊已使用的角色，在往後的局數將自動被該隊禁選。
- 小組賽：採BO2單循環賽制，分組前四名晉級八強淘汰賽。
  - 積分計算方式如下：若比數為2比0，則勝隊獲得2點積分，敗方無法獲得積分；若為1-1平手，則兩隊各獲得1點積分。
- 淘汰賽：採BO7賽制。
- 總決賽：採BO7賽制。

### 2021賽制
本屆賽事：9大賽區16支戰隊參加，並以「全線上方式」；分為小組賽、淘汰賽、總決賽。
- 小組賽：採BO2雙循環制（全局BP），各小組積分前兩名的隊伍晉級八強賽。
  - 積分計算方式如下：若比數為2比0，則勝隊獲得3點積分，敗方無法獲得積分；若為1-1平手，則兩隊各獲得1點積分。
- 淘汰賽：採雙敗淘汰制（全局BP），落敗隊伍進入敗部組與其他敗方爭取最後的晉級機會。
  - 八強賽第一輪以及敗部組第一輪進行「BO5」對戰，後續戰役皆採「BO7」對戰。

## 歷屆決賽

### 決賽結果
| 屆數 | 年份 | 冠军     | 比分 | 比分 | 亚军    |
| ---- | ---- | -------- | ---- | ---- | ------- |
| 1    | 2018 | KR_OP    | 4    | 3    | TH_iBEC |
| 2    | 2019 | VN_FL    | 4    | 3    | TPE_MAD |
| 3    | 2021 | THwc_DTN | 4    | 3    | TPE_MOP |

### 決賽FMVP
| 屆數 | 隊員 | 隊伍                                |
| ---- | ---- | ----------------------------------- |
| 1    | Rush | 【韓國賽區】 （KR_Team Olympus）    |
| 2    | ADC  | 【越南AOG賽區】 （VN_Team Flash）   |
| 3    | Erez | 【泰國RPL賽區】 （THwc_dtac Talon） |

## 歷屆冠軍

### 奪冠次數
| 賽區     | 队伍 | 次數 | 年度   |
| -------- | ---- | ---- | ------ |
| 韓國賽區 | OP   | 1次  | 2018年 |
| AOG賽區  | FL   | 1次  | 2019年 |
| RPL賽區  | DTN  | 1次  | 2021年 |

### 冠軍組合
| 赛季   | 冠军队伍 | 凱撒路 | 打野  | 中路    | 輔助 | 魔龍路   | 主教练 |
| ------ | -------- | ------ | ----- | ------- | ---- | -------- | ------ |
| 2018年 | OP       | Sun    | Rush  | HAK     | JJak | Chaser   | Rainer |
| 2019年 | FL       | Gau    | ADC   | XB      | ProE | DatKoiii | Harvin |
| 2021年 | KTN      | NTNz   | Happy | IPodPro | Tony | Erez     | Linkou |

## 歷屆排名

### 錦標賽
| 屆數 | 年度   | 地點       | 四強              | 四強             | 四強                                 | 四強                                 |
| 屆數 | 年度   | 地點       | 冠軍              | 亞軍             | 季軍                                 | 殿軍                                 |
| ---- | ------ | ---------- | ----------------- | ---------------- | ------------------------------------ | ------------------------------------ |
| 1    | 2018年 | 美国洛杉磯 | KR_OP（ ）        | TH_iBEC（ 泰國） | TPE_JT（ 臺灣）                      | CN_DR（ 中国）                       |
| 2    | 2019年 | 越南峴港   | VN_FL（ 越南）    | TPE_MAD（ 臺灣） | THwc_AHQ（ 泰國）、VNwc_BOX（ 越南） | THwc_AHQ（ 泰國）、VNwc_BOX（ 越南） |
| 3    | 2021年 | 線上對決   | THwc_DTN（ 泰國） | TPE_MOP（ 臺灣） | VNwc_SGP（ 越南）                    | TPEwc_MAD（ 臺灣）                   |

### 訓練營
| 屆數 | 年度   | 地點     | 四強             | 四強            | 四強       | 四強          |
| 屆數 | 年度   | 地點     | 冠軍             | 亞軍            | 季軍       | 殿軍          |
| ---- | ------ | -------- | ---------------- | --------------- | ---------- | ------------- |
| 1    | 2018年 | 泰國曼谷 | TH_iBEC（ 泰國） | TPE_JT（ 臺灣） | KR_OP（ ） | THwc（ 泰國） |

## 外部連結
- Garena 傳說對決 Esports （页面存档备份，存于）
- 2019年傳說對決世界盃官方網站 （页面存档备份，存于）
- 2021年傳說對決世界盃官方網站 （页面存档备份，存于）